# Olocuilta
Olocuilta est une municipalité du département de La Paz au Salvador.